# Dominic Gorie
Dominic Lee Pudwill Gorie (Lake Charles, 2 mei 1957) is een voormalig Amerikaans ruimtevaarder. Gorie zijn eerste ruimtevlucht was STS-91 met de spaceshuttle Discovery en vond plaats op 2 juni 1998. Het was de laatste Spaceshuttlemissie naar het Russische ruimtestation Mir.
Gorie maakte deel uit van NASA Astronautengroep 15. Deze groep van 19 ruimtevaarders begon hun training in 1994 en had als bijnaam The Flying Escargot.
In totaal heeft Gorie vier ruimtevluchten op zijn naam staan, waaronder meerdere missies naar het Internationaal ruimtestation ISS. In 2010 verliet hij NASA en ging hij als astronaut met pensioen. 